# Championnats d'Afrique de Techno 293
Les Championnats d'Afrique de Techno 293 sont une compétition de sport nautique opposant des skippers africains en Techno 293 . La première édition a lieu en 
2017

## Éditions
| Année | Lieu     | Dates                  |
| ----- | -------- | ---------------------- |
| 2017  | Ras Sudr | 27 novembre–2 décembre |

## Palmarès

### Hommes
| Éditions | Or                        | Argent              | Bronze               |
| -------- | ------------------------- | ------------------- | -------------------- |
| 2017     | Imad Eddine Brighet (ALG) | Islam Bennaga (ALG) | Rami Boudrouma (ALG) |

### Femmes
| Éditions | Or                         | Argent                      | Bronze           |
| -------- | -------------------------- | --------------------------- | ---------------- |
| 2017     | Lina Ait Ali Slimane (ALG) | ‎Salma Weal El Ashmawy‎ (EGY) | Ikram Abid (ALG) |